# Hemignathus
Hemignathus – rodzaj ptaków z rodziny łuszczakowatych (Fringillidae).

## Występowanie
Rodzaj obejmuje gatunki występujące na Hawajach.

## Morfologia
Długość ciała 14–14,5 cm, masa ciała 17–37 g.

## Systematyka

### Etymologia
Nazwa rodzajowa jest połączeniem słów z języka greckiego: ἡμι- hēmi- – „mały” (ἡμισυς hēmisus – „połowa”) oraz γναθος gnathos – „szczęka”.

### Gatunek typowy
Hemignathus lucidus Lichtenstein

### Podział systematyczny
Do rodzaju należą następujące gatunki:
- Hemignathus lucidus Lichtenstein,MHC, 1839 – hawajka półżuchwowa – takson wymarły w drugiej połowie XIX w.[7]
- Hemignathus hanapepe (Wilson, SB, 1890) – hawajka czarnokantarowa – takson wyodrębniony z H. lucidus[8]
- Hemignathus affinis Rothschild, 1893 – hawajka leśna – takson wyodrębniony z H. lucidus[8]
- Hemignathus wilsoni (Rothschild, 1893) – hawajka pełzaczowata

Odkryto także szczątki kopalne gatunku znanego jako Hemignathus vorpalis.